# Landtagswahl in Tirol 1989
- SPÖ: 9
- GAT: 3
- ÖVP: 19
- FPÖ: 5

Die Landtagswahl in Tirol 1989 fand am 12. März 1989 statt. Die Österreichische Volkspartei (ÖVP) verlor dabei rund 16 Prozentpunkter und erzielte das bis dahin schlechteste Ergebnis ihrer Geschichte. Obwohl die ÖVP ihre absolute Stimmenmehrheit und sechs Mandate einbüßte, konnte sie mit 19 Mandaten ihre absolute Mandatsmehrheit halten. Auch die Sozialistische Partei Österreichs (SPÖ) verlor 2,4 Prozentpunkte, konnte jedoch ihre neun Mandate halten. Großer Wahlgewinner war die Freiheitliche Partei Österreichs (FPÖ), die rund 9,5 Prozentpunkte hinzugewann und ihre Mandatszahl von 2 auf 5 erhöhen konnte. Auch die Grüne Alternative Tirol schaffte mit drei Mandaten den erstmaligen Einzug in das Tiroler Landesparlament. Die Kommunistische Partei Österreichs (KPÖ), die Vereinten Grünen Österreichs (VGÖ) und die Tiroler Landesliste (TAB) verfehlten jedoch die notwendige Prozenthürde für den Einzug in den Landtag.
1989 waren 434.471 Menschen bei der Landtagswahl stimmberechtigt, wobei dies eine Steigerung der Wahlberechtigten um 30.536 Personen bedeutete. Die Wahlbeteiligung war gegenüber 1984 von 88,77 % auf 90,89 % gestiegen.

## Ergebnisse

### Gesamtergebnis
|                                         | Ergebnisse 1989  | Ergebnisse 1989  | Ergebnisse 1989  | Ergebnisse 1984  | Ergebnisse 1984  | Ergebnisse 1984  | Differenzen | Differenzen | Differenzen |  |
| --------------------------------------- | ---------------- | ---------------- | ---------------- | ---------------- | ---------------- | ---------------- | ----------- | ----------- | ----------- |  |
| Wahlberechtigte                         | 434.471          | 434.471          | 434.471          | 403.881          | 403.881          | 403.881          | + 30.590    | + 30.590    | + 30.590    |  |
| Wahlbeteiligung                         | 90,89 %          | 90,89 %          | 90,89 %          | 88,77 %          | 88,77 %          | 88,77 %          | + 2,12 %    | + 2,12 %    | + 2,12 %    |  |
|                                         | Stimmen          | %                | Mand.            | Stimmen          | %                | Mand.            | Stimmen     | %           | Mand.       |  |
| Abgegebene Stimmen                      | 394.911          |                  |                  | 358.535          |                  |                  | + 36.376    |             |             |  |
| Ungültig                                | 20.131           | 5,10 %           |                  | 8.508            | 2,37 %           |                  | + 11.623    | + 2,73 %    |             |  |
| Gültig                                  | 374.780          | 94,90 %          |                  | 350.027          | 97,63 %          |                  | + 24.753    | - 2,73 %    |             |  |
| Partei                                  |                  |                  |                  |                  |                  |                  |             |             |             |  |
| Österreichische Volkspartei (ÖVP)       | 182.601          | 48,72 %          | 19               | 226.242          | 64,64 %          | 25               | - 43.641    | - 15,92 %   | - 6         |  |
| Sozialistische Partei Österreichs (SPÖ) | 85.550           | 22,83 %          | 9                | 88.256           | 25,21 %          | 9                | - 2.706     | - 2,38 %    | ± 0         |  |
| Freiheitliche Partei Österreichs (FPÖ)  | 58.320           | 15,56 %          | 5                | 21.098           | 6,03 %           | 2                | + 37.222    | + 9,53 %    | + 3         |  |
| Grüne Alternative Tirol (GAT)           | 30.960           | 8,26 %           | 3                | nicht kandidiert | nicht kandidiert | nicht kandidiert | + 30.960    | + 8,26 %    | + 3         |  |
| Tiroler Landesliste (TAB)               | 10.360           | 2,76 %           | 0                | nicht kandidiert | nicht kandidiert | nicht kandidiert | + 10.360    | + 2,76 %    | ± 0         |  |
| Vereinte Grüne Österreichs (VGÖ)        | 4.732            | 1,26 %           | 0                | nicht kandidiert | nicht kandidiert | nicht kandidiert | + 4.732     | + 1,26 %    | ± 0         |  |
| Kommunistische Partei Österreichs (KPÖ) | 2.257            | 0,60 %           | 0                | 1.411            | 0,40 %           | 0                | + 846       | + 0,20 %    | ± 0         |  |
| Sonstige                                | nicht kandidiert | nicht kandidiert | nicht kandidiert | 13.020           | 3,72 %           | 0                | - 13.020    | - 3,72 %    | ± 0         |  |
| Gesamt                                  | 374.780          | 100,00 %         | 36               | 350.027          | 100,00 %         | 36               | + 24.753    |             |             |  |

### Bezirksergebnisse
| Wahlkreis                  | Gesamt  | Gesamt  | Gesamt | ÖVP     | ÖVP     | ÖVP  | SPÖ    | SPÖ     | SPÖ | FPÖ    | FPÖ     | FPÖ | GAT    | GAT     | GAT | Sonstige | Sonstige | Sonstige |
| Wahlkreis                  | Stimmen | Mandate | RM     | Stim.   | %       | Md.  | Stim.  | %       | Md. | Stim.  | %       | Md. | Stim.  | %       | Md. | Stim.    | %        | Md.      |
| Innsbruck-Stadt            | 68.556  | 6       | 1      | 23.981  | 34,98 % | 2    | 18.241 | 26,61 % | 2   | 11.677 | 17,03 % | 1   | 8.666  | 12,64 % | 1   | 5.991    | 8,74 %   | 0        |
| Tirol Mitte                | 123.170 | 8       | 3      | 59.895  | 48,63 % | 5    | 27.977 | 22,71 % | 2   | 19.469 | 15,81 % | 1   | 9.762  | 7,93 %  | 0   | 6.067    | 4,93 %   | 0        |
| Tirol West                 | 69.149  | 5       | 2      | 41.243  | 59,64 % | 4    | 14.202 | 20,54 % | 1   | 7.900  | 11,42 % | 0   | 3.778  | 5,46 %  | 0   | 2.026    | 2,93 %   | 0        |
| Tirol Nord                 | 83.814  | 7       | 1      | 38.826  | 46,32 % | 4    | 20.698 | 24,70 % | 2   | 15.263 | 18,21 % | 1   | 6.534  | 7,80 %  | 0   | 2.493    | 2,98 %   | 0        |
| Tirol Ost                  | 30.091  | 2       | 1      | 18.656  | 62,00 % | 2    | 4.432  | 14,73 % | 0   | 4.011  | 13,33 % | 0   | 2.220  | 7,38 %  | 0   | 772      | 2,57 %   | 0        |
| Gesamtergebnis Restmandate | 374.780 | 28      | 8      | 182.601 | 48,72 % | 17 2 | 85.550 | 22,83 % | 7 2 | 58.320 | 15,56 % | 3 2 | 30.960 | 8,26 %  | 1 2 | 17.349   | 4,62 %   | 0        |

## Auswirkungen
Die Abgeordneten der XI. Gesetzgebungsperiode wurden am 4. April 1989 angelobt. Sie wählten in der Folge die Mitglieder der Landesregierung Partl II.